# Produktivitätsmanagement

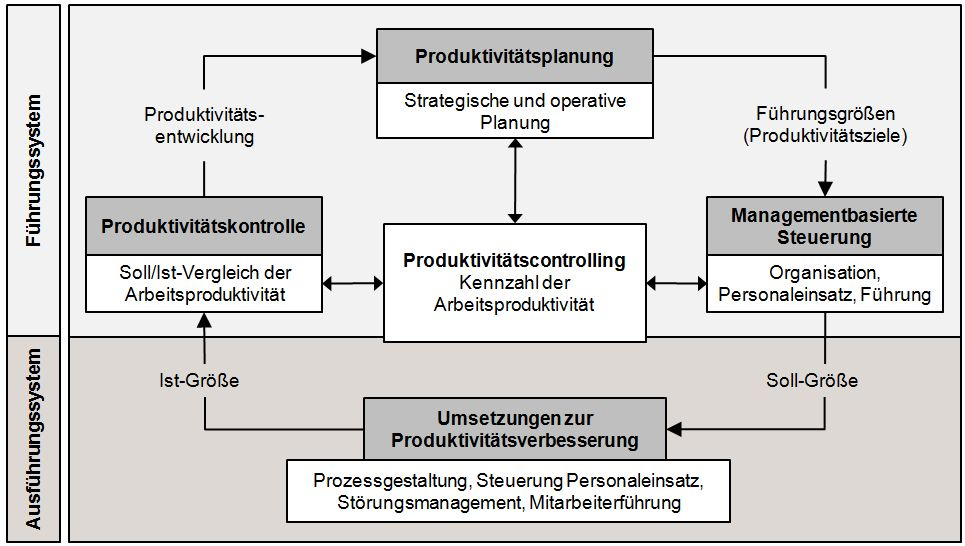
Das Modell des Produktivitätsmanagements des Industrial Engineering nach Dorner und Stowasser

Produktivitätsmanagement ist eine methodische Vorgehensweise des Industrial Engineering mit der übergeordneten Zielsetzung des Controllings und der Verbesserung der Produktivität. Die Anwendung des Produktivitätsmanagements erfolgt hierbei überwiegend in den produzierenden Bereichen von Industrieunternehmen. Um das in den Unternehmen erreichte Produktivitätsniveau zu halten und weiter auszubauen, werden im Rahmen des Produktivitätsmanagements entsprechende Produktivitätskennzahlen definiert und erhoben. Diese bilden die Grundlage, um langfristig die Produktivitätsentwicklung messen und darstellen zu können. Dank der Kennzahlerhebung gelingt es dem Industrial Engineering, eine hohe Transparenz bei den einzelnen Unternehmensbereichen sicherzustellen. Bei Abweichungen vom Standard können rechtzeitig Gegenmaßnahmen ergriffen werden. Die operative Verbesserung der Produktivität und die managementorientierte Erhebung der Kennzahl sind über einen iterativen Regelkreis verbunden.
In der englischsprachigen Literatur wurde die Begrifflichkeit des Productivity Management im Zusammenhang mit dem Industrial Engineering bereits in den frühen 1980er Jahren verwendet. In einer Veröffentlichung von Sumanth wird neben Ansätzen zur Produkvitätsverbesserungen auch der Managementsprozess beschrieben, der die Schritte der Messung, Evaluation, Planung umfasst. Dieser managementbasierte Prozess des Produktivitätsmanagements wird auch bei Sink beschrieben und beinhaltet die Schritte der Planung, Organisation, Führung, Kontrolle und Anpassung. In Deutschland wurde das Produktivitätsmanagement erstmals zu Beginn der 1990er Jahre in Veröffentlichung näher betrachtet. Bei dem Modell des Industrial Engineering-Produktivitätsmanagements von Dorner und Stowasser werden vier zentrale Schritte des Regelkreises genannt:
- Produktivitätsplanung mit der strategischen und operativen Planung
- Managementbasierte Steuerung mit der Organisation, dem Personaleinsatz und der Führung
- Umsetzung zur Produktivitätsverbesserung mit Prozessgestaltung, Steuerung Personaleinsatz, Störungsmanagement und Mitarbeiterführung
- Produktivitätskontrolle mit dem Soll/Ist-Vergleich der Produktivitätskennzahl

Zur unterstützenden Koordination der führungsbezogenen Funktionen, nämlich der Planung, Steuerung sowie Kontrolle wird in dieser Modelldarstellung das Produktivitätscontrolling definiert. Als Gewichtungsfaktor zur Kennzahlerhebung der Arbeitsproduktivität können in vielen Fällen die zeitwirtschaftlich ermittelten Prozesszeiten verwendet werden. Die Grundlagen zur Erhebung dieser für das Controlling benötigten Kennzahl der Arbeitsproduktivität sind bei Bokranz und Landau dargestellt. Das Produktivitätsmanagement zur Verfolgung der Produktivitätsentwicklung wird mittlerweile in vielen produzierenden Unternehmen erfolgreich eingesetzt. Eine umfassende Darstellung der Einführung und Anwendung eines Produktivitätsmanagements in einem Maschinenbauunternehmen ist bei Sauter und von Killisch-Horn praxisnah beschrieben. Hierin werden fünf Module für das Konzept des Produktivitätsmanagements genannt: das Ziele-Modul, das Methoden-Modul, das Organisations-Modul, das Shopfloor-Modul sowie das Controlling- und Change-Management-Modul. Zur Produktivitätsverfolgung wird eine Produktivitätskennzahl erhoben. Diese besteht im Zähler aus der Produktionsleistung multipliziert mit einem Gewichtungsfaktor und im Nenner aus den gesamten Anwesenheitsstunden der Mitarbeiter. Als Gewichtungsfaktor wird die Vorgabezeit verwendet, welche mit zeitwirtschaftlichen Methoden des Industrial Engineering bestimmt wird. Hinsichtlich der Einführung des Produktivitätsmanagement des Industrial Engineering in einem Unternehmen sind bei Sauter und von Killisch-Horn folgende Vorgehensschritte aufgeführt:
- Durchführung von Potentialaudits und Überprüfung der Arbeits- und Zeitwirtschaft
- Zieldefinition für den Organisationsaufbau
- Organisationsaufbau der Industrial Engineering-Mitarbeiter
- Qualifizierung der Mitarbeiter für Arbeits- und Zeitwirtschaft
- Einführung der Methoden und Tools (z. B. MTM, REFA, Tool zur Produktivitätsverfolgung und Beschäftigungsrechnung)
- Sicherung der Arbeits- und Zeitwirtschaft und des Produktivitätsmanagements

Neben der Anwendung in den produzierenden Bereichen von Industrieunternehmen kann es konzeptionell auch in administrativen Bereichen angewandt werden. Beispielhaft wird eine allgemeine Anwendung eines Produktivitätsmanagements für ein Versicherungsunternehmen in der Dissertation von Scharpf beschrieben.